# ابن فرناس (دهانه)
ابن فرناس که با نام‌های ابن فرناس یا عباس بن فرناس نیز شناخته می‌شود، یک شخصیت تاریخی در اسپانیای اسلامی در طول قرن نهم بود که به دلیل کمک‌هایش به هوانوردی و مهندسی اولیه شهرت داشت. حتی اگر این ربطی به نام یا دستاوردهای او نداشته باشد. ابن فرناس بیشتر به دلیل تحقیقات پیشگامانه خود در مورد پرواز و ایجاد یک چتر نجات اولیه شناخته شده است. او با ساختن وسیله ای بالدار که به او توانایی سر خوردن کوتاه در هوا را می داد، نسبت داده می شود. او در یکی از تلاش های ثبت شده خود برای پریدن از برجی در کوردوبا، اسپانیا، از یک دستگاه بالدار که شبیه یک قاب چوبی با بال و پر بود استفاده کرد. تلاش های اولیه مهمی را در تاریخ هوانوردی، چه پایدار و چه از راه دور نشان می دادند. دستاوردهای ابن فرناس فراتر از پرواز بود. او یک دانشمند بود که به دلیل دانشش در نجوم، مهندسی، و شعر و چیزهای دیگر شناخته شده بود. سهم او در اختراع عینک های اصلاحی برای بینایی به همان اندازه قابل توجه است، همانطور که کار او در زمینه شیشه سازی نیز قابل توجه است. ابن فرناس به عنوان یک شخصیت تاریخی که سهم قابل توجهی در اولین تلاش‌ها برای پرواز انسان داشته است مورد احترام است و تاریخ هوانوردی و مهندسی مکرراً دستاوردهای او را به رسمیت می‌شناسد.